# Warwara Alexandrowna Bachmetewa

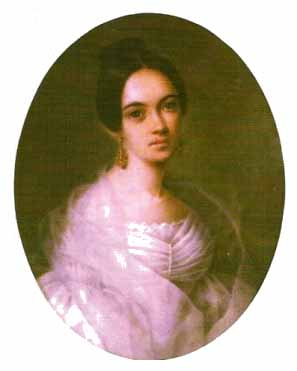
Pierre Edmond Martin anno 1833:
Warwara Lopuchina

Warwara Alexandrowna Bachmetewa, geborene  Lopuchina (russisch Варвара Александровна Бахметева, wiss. Transliteration Varvara Aleksandrovna Bachmeteva; * 1815; † 9. September 1851 in Moskau), die Geliebte von Michail Lermontow, war eine russische Adlige.

## Leben
Warwara (deutsch Barbara) Lopuchina, die Tochter von Adelsmarschall Alexander Nikolajewitsch Lopuchin (1779–1833) und seiner Gattin Jekaterina Petrowna Wereschtschagina († vor 1818), entstammte dem Adelsgeschlecht der Lopuchins und war das vorletzte der acht Kinder des Ehepaares. Warwaras Bruder Alexei hatte von 1828 bis 1832 zusammen mit Lermontow an der Universität Moskau studiert. Auch Warwaras Schwestern Marija und  Jelisaweta (1809–1882) waren eng mit dem Dichter befreundet. Marijas Briefwechsel mit Lermontow ist erhalten.
Als Warwara im November 1831 aus dem elterlichen Landgut nach Moskau zurückkehrte, nahm die Liebe zwischen ihr und Lermontow ihren Anfang. Verwandte des Dichters behaupten in ihren Lebenserinnerungen, Lermontow habe Warwara bis zu seinem Tode geliebt. Aber die Familie Lopuchin – besonders der Vater – war gegen die Verbindung mit einem aufmüpfigen Studenten.
Im Mai 1835 heiratete die zwanzigjährige Warwara im elterlichen Haus in der Moskauer Moltschanowka einen Staatsrat mit gutem Ruf – den 37-jährigen Gutsbesitzer Nikolai Fjodorowitsch Bachmetjew (1797–1884) aus dem Adelsgeschlecht der Bachmetjews. Warwaras Vater hatte den vermögenden Bachmetjew nicht abgewiesen. Von Michail Buturlin ist überliefert, der Ehemann sei auf Lermontow überaus eifersüchtig gewesen. Er habe seiner jungen Frau sogar untersagt, den Namen des Dichters auch nur zu nennen. Es heißt, Bachmetjew habe den Briefwechsel Lermontows mit Warwara vernichtet. Somit ist die Lermontow-Forschung in dem Punkt auf den oben erwähnten Briefwechsel Marijas mit dem Dichter angewiesen.
Bald nach der Hochzeit erkrankte Warwara und begab sich mehrere Male zur Behandlung ins Ausland. In der Ehe Bachmetejews mit Warwara wurden Kinder geboren, die – außer der Tochter Olja (1836–1912) – früh starben. Warwara starb 36-jährig während der Schwangerschaft und wurde auf dem Friedhof des Donskoi-Klosters begraben.

## Warwara in Lermontows Werk

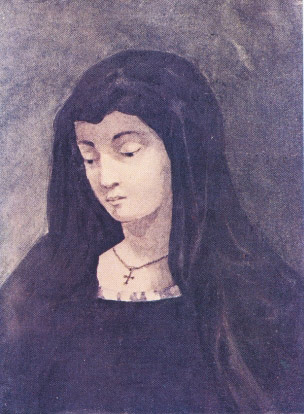
Michail Lermontow um 1831: Emilia, die Heroine aus Die Spanier

Vorbild für Die Fürstin Ligowskaja in Lermontows gleichnamigem Roman soll – laut Pawel Wiskowatow und Akim Schan-Girei – Warwara gewesen sein.
Adäquate Bezüge lassen sich noch in den Poemen Saschka und Der Dämon. Eine orientalische Erzählung auffinden.
In dem Drama Zwei Brüder und in Ein Held unserer Zeit hat Lermontow unter anderen verarbeitet, „was ihm in Moskau passiert ist“ – also den Verlust der Geliebten an einen wesentlich älteren reichen, reputablen Nebenbuhler.
In seinem Versdrama Die Spanier hat der Dichter Warwara als Vorbild für die Protagonistin Emilia genommen.

## Ehrung
Auch Nikolai Bachmetjew hat seine Frau geliebt. Anno 1846 ließ er, auf Genesung der kranken Warwara hoffend, in dem Dorf Fjodorowka im Landkreis Togliatti / Oblast Samara das Verkündigungskloster St. Barbara errichten.